# Beast of Bourbon
Beast of Bourbon jedanaesti je studijski album njemačkog thrash metal sastava Tankard. Album je objavljen 12. travnja 2004. godine, a objavila ga je diskografska kuća AFM Records.

## Popis pjesama
| 1.    | »Under Friendly Fire«               | 3:04 |
| 2.    | »Slipping from Reality«             | 4:16 |
| 3.    | »Genetic Overkill«                  | 4:38 |
| 4.    | »Die with a Beer in Your Hand«      | 5:33 |
| 5.    | »The Horde«                         | 4:16 |
| 6.    | »Endless Pleasure in«               | 4:51 |
| 7.    | »Dead Men Drinking«                 | 3:51 |
| 8.    | »Alien Revenge«                     | 3:36 |
| 9.    | »Fistful of Love«                   | 4:43 |
| 10.   | »Beyond the Pubyard«                | 3:25 |
| 11.   | »We're Coming Back« (bonus skladba) | 3:29 |
| 42:09 |                                     |      |

## Zasluge
Tankard
- Andreas "Gerre" Geremia — vokali
- Frank Thorwarth — bas-gitara
- Andy Gutjahr — gitara
- Olaf Zissel — bubnjevi

Dodatni glazbenici
- Chris Luft — prateći vokali
- Alex Wenzel — prateći vokali
- Harald Maul — prateći vokali

Ostalo osoblje
- Andy Classen — produciranje, miksanje, mastering
- Vincenzo Mancuso — fotografija
- Nils Wasko — dizajn
- Buffo — fotografija
- Sebastian Krüger — omot albuma